# 里奇山之役
里奇山之役（英語：Battle of Rich Mountain）於1861年7月11日發生在美国維吉尼亞（今西維吉尼亞）的蘭道夫縣，是南北戰爭早期中西維吉尼亞戰役的一場戰役。

## 戰事
乔治·B·麦克莱伦於6月27日率軍直逼里奇山，到了7月11日，雙方開戰，南軍被打成兩半，其中一半都逃走了，其餘的人都與軍官投降。逃走了的南軍經重組以後，就於兩日後再與敵軍交戰，但軍官被殺，南軍再次被擊敗。

## 戰事結束
北軍傷亡46人，南軍300人傷亡。